# 휴먼 네이쳐 (영화)
휴먼 네이쳐(Human Nature)는 미국에서 제작된 미셸 공드리 감독의 2001년 코미디 영화이다. 팀 로빈스 등이 주연으로 출연하였고 안소니 브렉맨 등이 제작에 참여하였다.

## 출연

### 주연
- 팀 로빈스
- 패트리샤 아퀘트

### 조연
- 리스 이판
- 미란다 오토
- 로버트 포스터
- 메리 케이 플레이스
- 미구엘 샌도발
- 토비 허스
- 피터 딘클리지
- 로지 페레즈
- 바비 하웰

## 제작진
- Line PD: 줄리 퐁
- 미술: K.K. 바렛
- 의상: 낸시 스타이너
- 배역: 진 맥칼디

## 같이 보기
- 심층생태주의
- 장자크 루소